# 双头楼梯草
双头楼梯草（学名：Elatostema didymocephalum）为荨麻科楼梯草属下的一个种。

## 扩展阅读
- 維基物種上的相關：双头楼梯草